# Marek Maciejewski
Marek Maciejewski (Toruń, 6 juni 1977) is een Pools voormalig professioneel wielrenner. Zijn belangrijkste overwinning is de Memoriał Henryka Łasaka in 2005, onderdeel van de UCI Europe Tour.

## Belangrijkste overwinningen
2001
- 6e etappe Ronde van Marokko
- Energa Tour

2005
- Neuseen Classics-Rund um die Braunkohle
- Memoriał Henryka Łasaka

2006
- Košice-Tatry-Košice
- 1e etappe Ronde van Senegal
- 5e etappe Ronde van Senegal

## Grote rondes
Geen